# باشگاه فوتبال بروندبی
باشگاه فوتبال بروندبی (انگلیسی: Brøndby IF) یک باشگاه فوتبال در کشور دانمارک است.
این باشگاه که منطقه شهری بروندبی قرار دارد در سال ۱۹۶۴ میلادی تأسیس شده و سابقه ۱۰ قهرمانی در لیگ فوتبال دانمارک و ۶ قهرمانی در جام حذفی فوتبال دانمارک را دارد.